# Tiu Valles
Tiu Valles ist ein ehemaliger Ausflusskanal auf dem Mars, der von Wasser ausgewaschen wurde und sich im Oxia Palus-Gradfeld befindet. Es ist 1720 km lang und wurde nach dem Wort „Mars“ in alt-englisch benannt. Der Kanal schnitt sich vor 3,5 bis 3,75 Milliarden Jahren in die Xanthe Terra Ebene.